# В тылу врага 2: Штурм
В тылу врага 2: Штурм (англ. Men of War: Assault Squad) — компьютерная игра в жанре стратегии в реальном времени, разработанная компанией Digitalmindsoft и изданная компанией 1С-СофтКлаб 25 февраля 2011 года. Является самостоятельным дополнением к военно-исторической стратегии «В тылу врага 2».

## Игровой процесс
Особенностью данной игры этой серии является её ориентированность на многопользовательский режим. Присутствующие в игре кампании за Советский союз, Германию, Америку, Британию и Японию лишь позволяют игроку ознакомиться с игровым процессом и не имеют общего сюжета. Каждая кампания состоит из 5 миссий: 3 миссии заключаются в штурме вражеских позиций, 1 миссия — в защите своих укреплений и последующей контратаке вражеских и еще в одной миссии игрок будет вести тыловые боевые действия небольшим отрядом. Американская кампания имеет дополнительную миссию-обучение, которая знакомит игрока с особенностями игрового процесса. Кроме этого, в игру позднее были добавлены еще две бонус-миссии «Рождество» и «Барбекю». Все нации имеют свои уникальные боевые единицы (пехоту, бронетехнику), а также специальные способности (авиаудар, артподготовка и т. п.)
В ходе игры игроку предстоит командовать боевыми отрядами и техникой, которые можно вызывать за очки подкрепления. Их можно получить, захватывая и удерживая контрольные точки. Захват новых позиций открывает доступ к более мощным боевым единицам, а также к специальным способностям. Основной целью миссий одиночной игры является захват всех ключевых точек на карте.
Игра по-прежнему отличается от других игр этого жанра тотальной разрушаемостью окружения, системой укрытий, наличием инвентаря у каждой боевой единицы, возможностью прямого ручного управления, системой модульного повреждения техники и реалистичной физикой бронепробитий.
В игре присутствует редактор карт. Это позволяет пользователям создавать многочисленные модификации в виде новых карт, оружия, боевых юнитов и текстур.

## Одиночные кампании
США: Брифинг (обучение), «Оверлорд», Карентан, Арденны, Филиппины, Аваланч.
Германия: округ Кана, Сент-Илер, Маркет Гарден, Зееловские высоты, Харьков.
Британия: «Боевой топор», «Факел», Арнем, Тобрук, Битва на Шельде.
СССР: Смоленск, Кёнигсберг, Маньчжурия, Курск, Дебрецен.
Япония: Халхин-Гол, Сингапур, Иводзима, Окинава, Пелелиу.

## Отзывы и рецензии
| Сводный рейтинг | Сводный рейтинг |
| Агрегатор       | Оценка          |
| --------------- | --------------- |
| GameRankings    | 77,10 %         |

Игру позитивно встретили игроки и игровые издания. Так, на сайте Metacritic игре поставили 77 баллов из 100. Сайт GameSpot поставил игре 8 из 10, а российский игровой интернет-портал Игры@Mail.Ru — 7.0/10. Обозреватели с Absolute Games оценили игру на 60 %, а сайт Rock, Paper, Shotgun отметил:

Что Assault Squad действительно делает, так это преобразует и раскрывает Men Of War как многопользовательскую игру, а также навсегда запоминается как одна из величайших кооперативных игр, доступных на сегодняшний день.
Оригинальный текст (англ.)What Assault Squad does do is transform and reinvigorate Men Of War as a multi-player game, as well as set itself in stone as one of the greatest and grandest co-op games available.
— Wot I Think — Men Of War: Assault Squad
Летом 2018 года, благодаря уязвимости в защите Steam Web API, стало известно, что точное количество пользователей сервиса Steam, которые играли в игру хотя бы один раз, составляет 409 681 человек.